# Драгоманова Наталія Світозарівна
Наталя Світозарівна Драгоманова-Бартаї (21 квітня 1921 року – 31 січня 2018 року) – українська громадська діячка, одна із засновниць Товариства української культури в Угорщині та постійна його членкиня. Переїхавши до Будапешта, вона стала однією з найвідоміших представниць української громади в Угорщині. 

## Біографія
Народилася Драгоманова 21 квітня 1921 року в Києві. Її дід - Михайло Драгоманов, був дядьком Лесі Українки. У 1939-му закінчила десять класів у школі № 57 імені Івана Франка, після чого вступила до музичної консерваторії. 1941 року Наталя Драгоманова познайомилася з Арпадом Бартаї. У 1943 виїхала до столиці Угорщини, де одружилася з Бартаї.
У 1997 році Драгоманова-Бартаї відвідала місто Новоград-Волинський
Померла в ніч з 31 січня на 1 лютого 2018 року.

## Культурна діяльність
Драгоманова-Бартаї - одна із засновниць Товариства української культури в Угорщині — провідної організації української нацменшини в цій державі